# Niter kibbeh
Il niter kibbeh, o niter qibe (ge'ez ንጥር ቅቤ  niṭer ḳibē), detto anche tesmi (in tigrino), è un burro chiarificato e stagionato utilizzato largamente nella cucina etiopica e in quella eritrea.
Si tratta di un prodotto simile al ghi, ma il niter kibbeh è miscelato con spezie come cumino, coriandolo, curcuma, cardamomo, cannella, o noce moscata. Ciò gli dona un particolare aroma speziato.
Nel Somaliland è noto come Subag Sōmāli ed è prodotto in maniera estensiva e utilizzato in cucina e per la conservazione dei cibi nella cultura dei nomadi. Gli ingredienti sono un po' diversi nell'uso somalo, poiché viene impiegato burro fresco, aglio, cardamomo e chiodi di garofano.